# 만의골로
만의골로(Maneuigol-ro)는 인천광역시 남동구 운연동에 있는 도로로, 총 연장은 2.297 km이다. 도로의 명칭이 유래된 것은 '만의골'이라는 옛 지명을 인용하여 제명 되었다.

## 개요
만의골로는 운연동 23-2를 기점으로 장수동 729를 종점으로하는 도로이며, 2009년 11월 16일에 고시 및 효력이 발생하였다.
만의골 추어마을이라는 별명도 있다. 추어탕 판매하는 곳이 유명한 동네라는 점도 있지만 은행나무가 예쁜 도로로 만의골 은행나무 거리로 여름, 가을철에 많은 사람들이 다녀간다.
인천대공원 후문과 캠핑존을 가기 위한 거리로도 활용되다 보니 날씨가 좋은 날인 경우 방문객이 많은 인기 있는 도로이다.
운연천이 복원공사가 마무리되어 만의골로 좌측의 또랑부터 운연천로를 지나 서창동까지 이어지는 하천에서 운연천의 물줄기가 흐른다. 여름철이 되면 물의 양이 상당히 많아 시원하게 느껴진다.
가지번호길로 태어나지 않고 독립길로 연결되어 있는 연락골로도 있다.

## 역사
- 2009년 11월 16일 : 도로명으로 만의골로를 고시

## 주요 경유지
- 남동구
  - 운연동

## 접촉하는 도로
- 직결 : 운연천로
- 교차 : 수인로 (국도 제42호선)
- 접촉 : 연락골로

## 주요 건물 및 시설
- 신용무역 (만의골로 6/운연동 17-10)
- 연락경로당 (만의골로 27/운연동 7-1)
- 인천공예미술박물관 (만의골로 71/운연동 2)

## 사진

### 도로 및 시설물

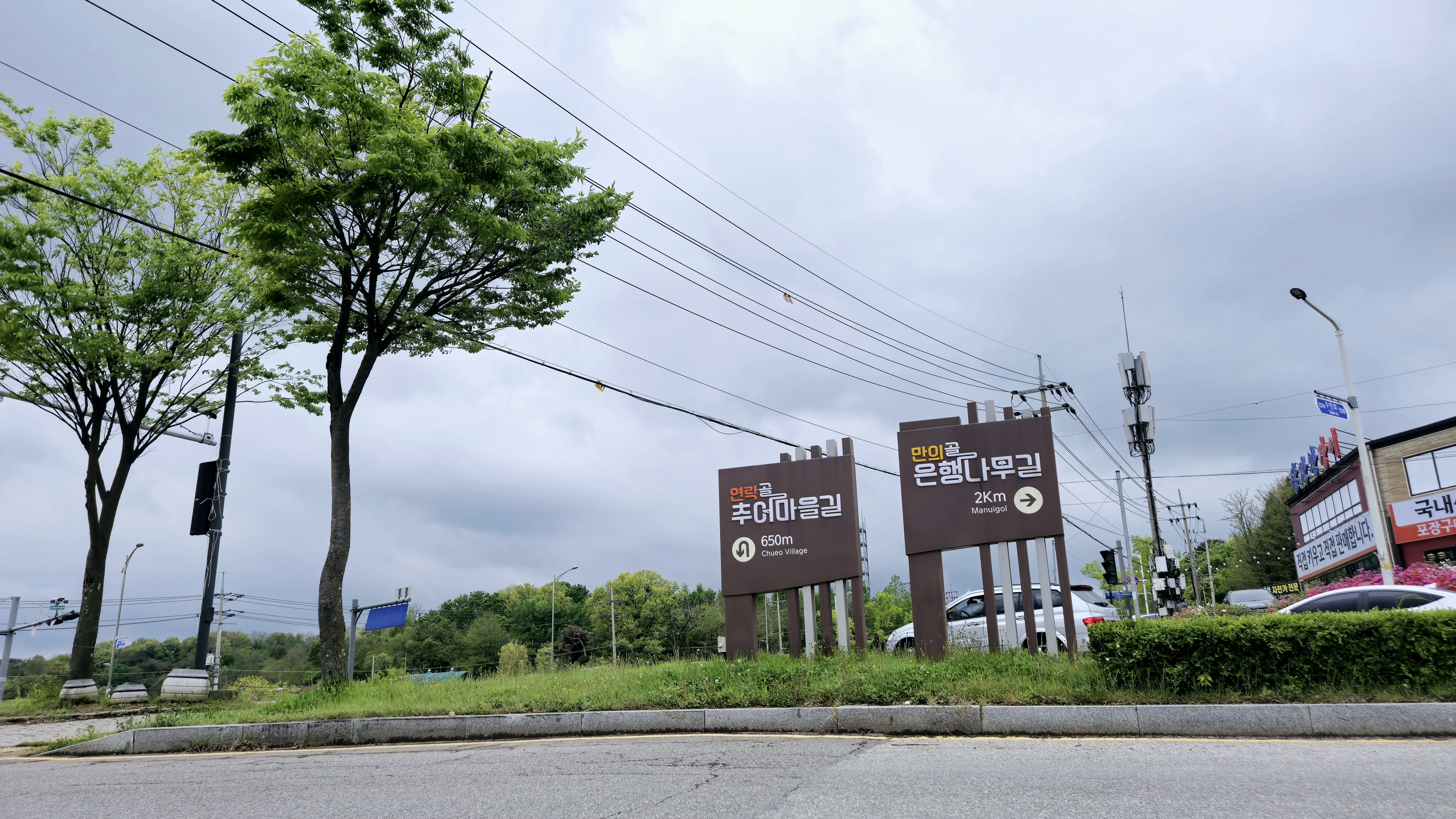
만의골 은행나무길
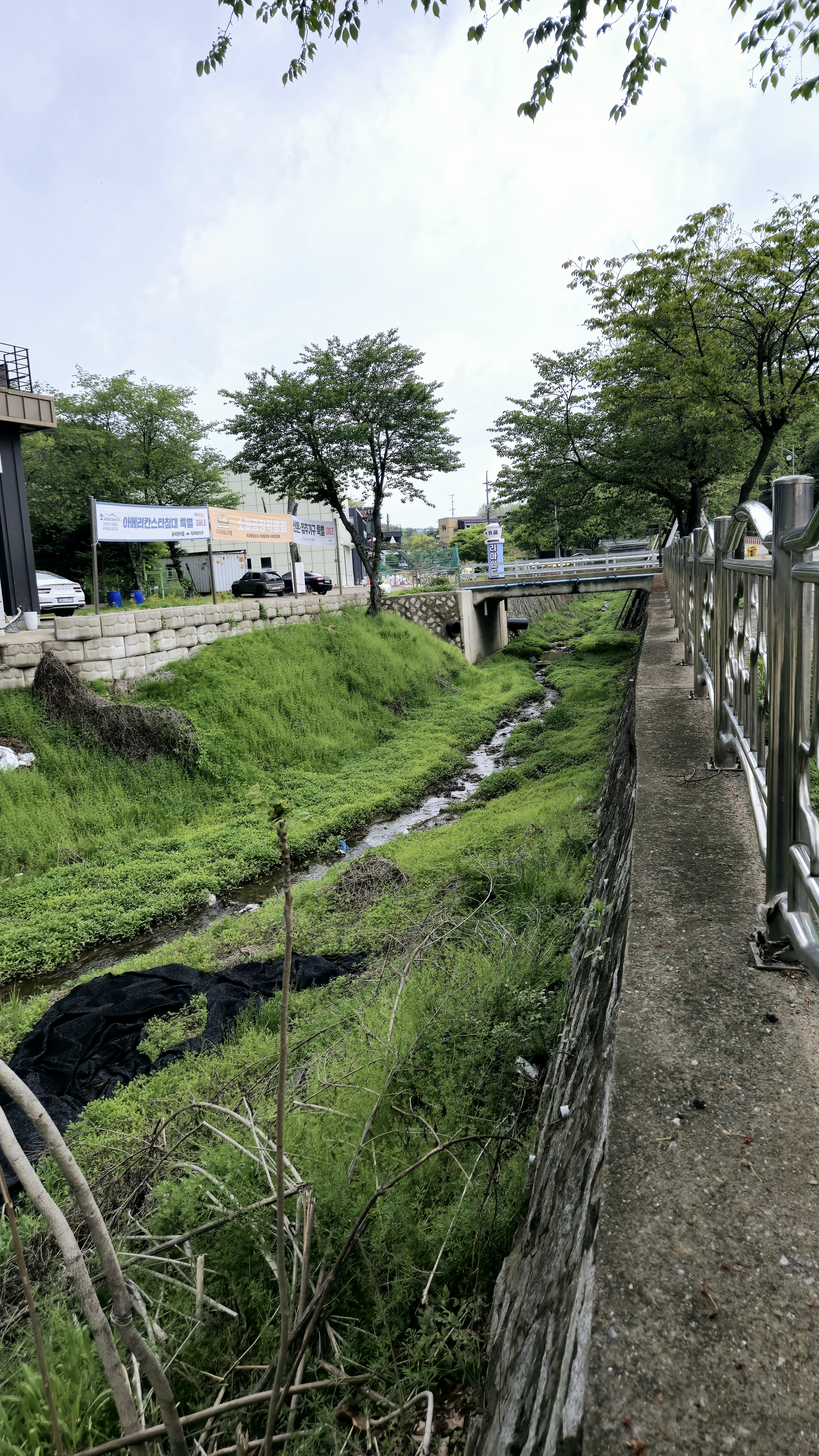
만의골로 - 운연천로를 이어주는 운연천
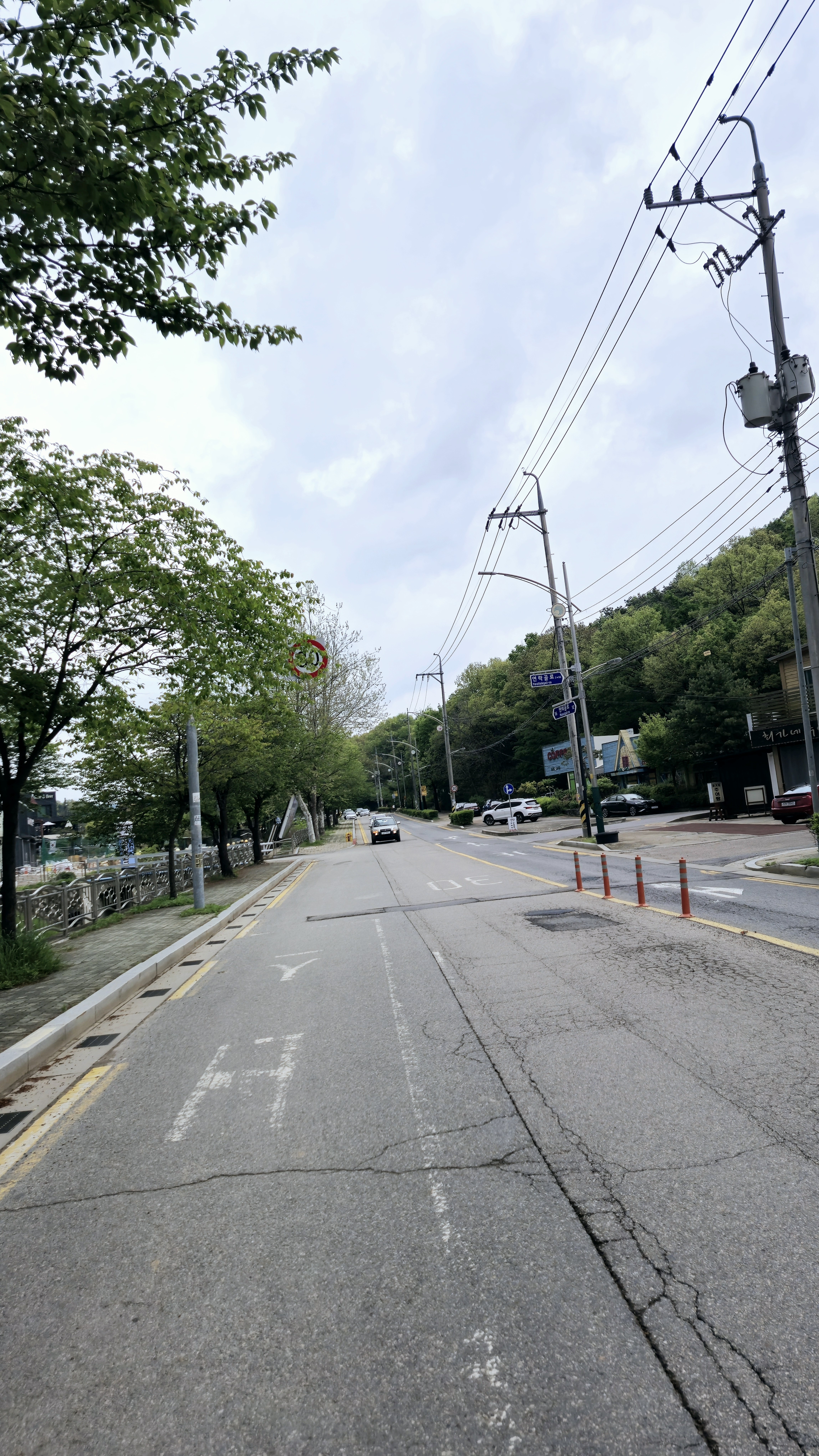
만의골로 - 연락골로 표지판
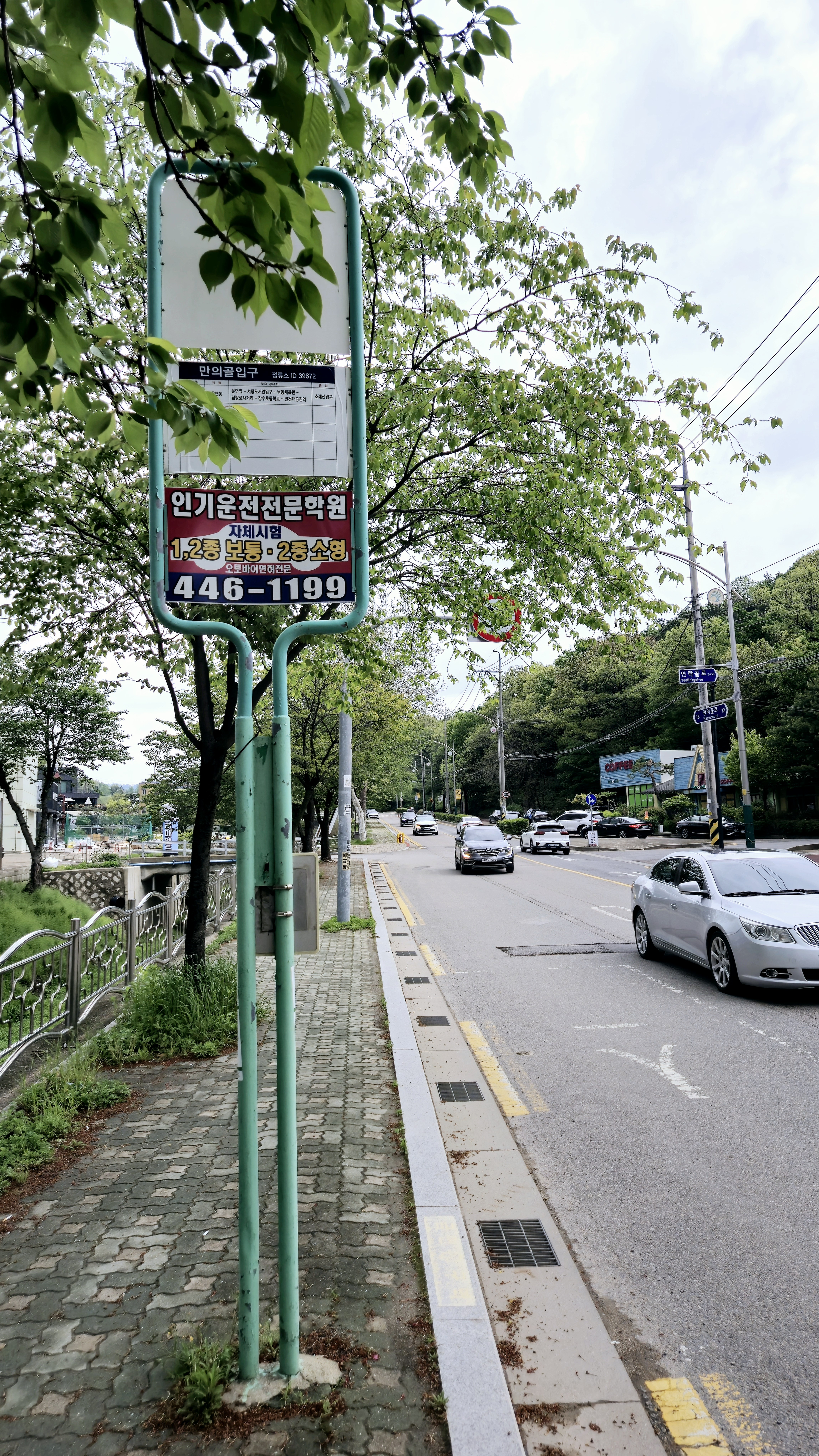
만의골입구 버스정류장

### 인근 주요 장소

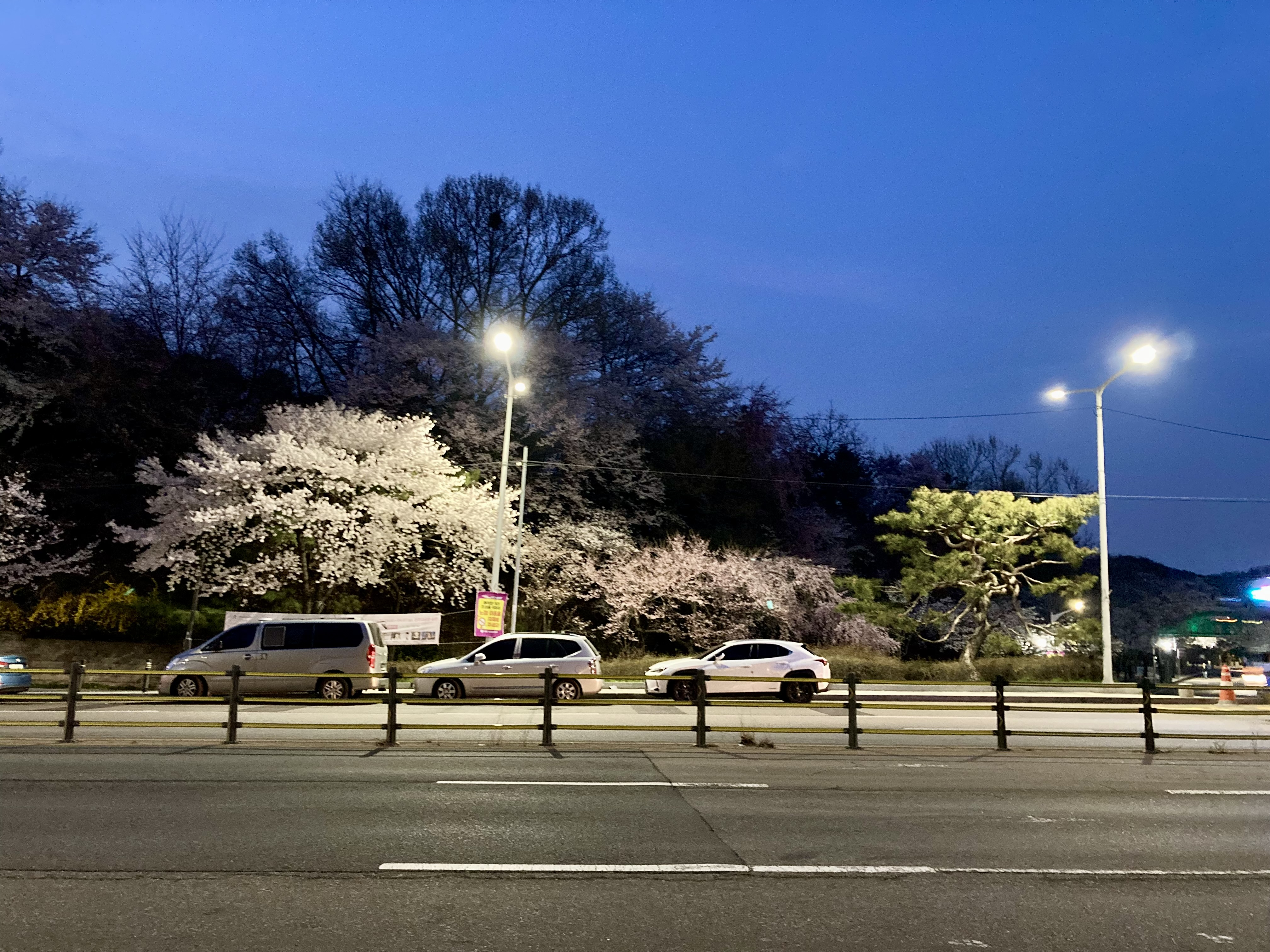
인천대공원
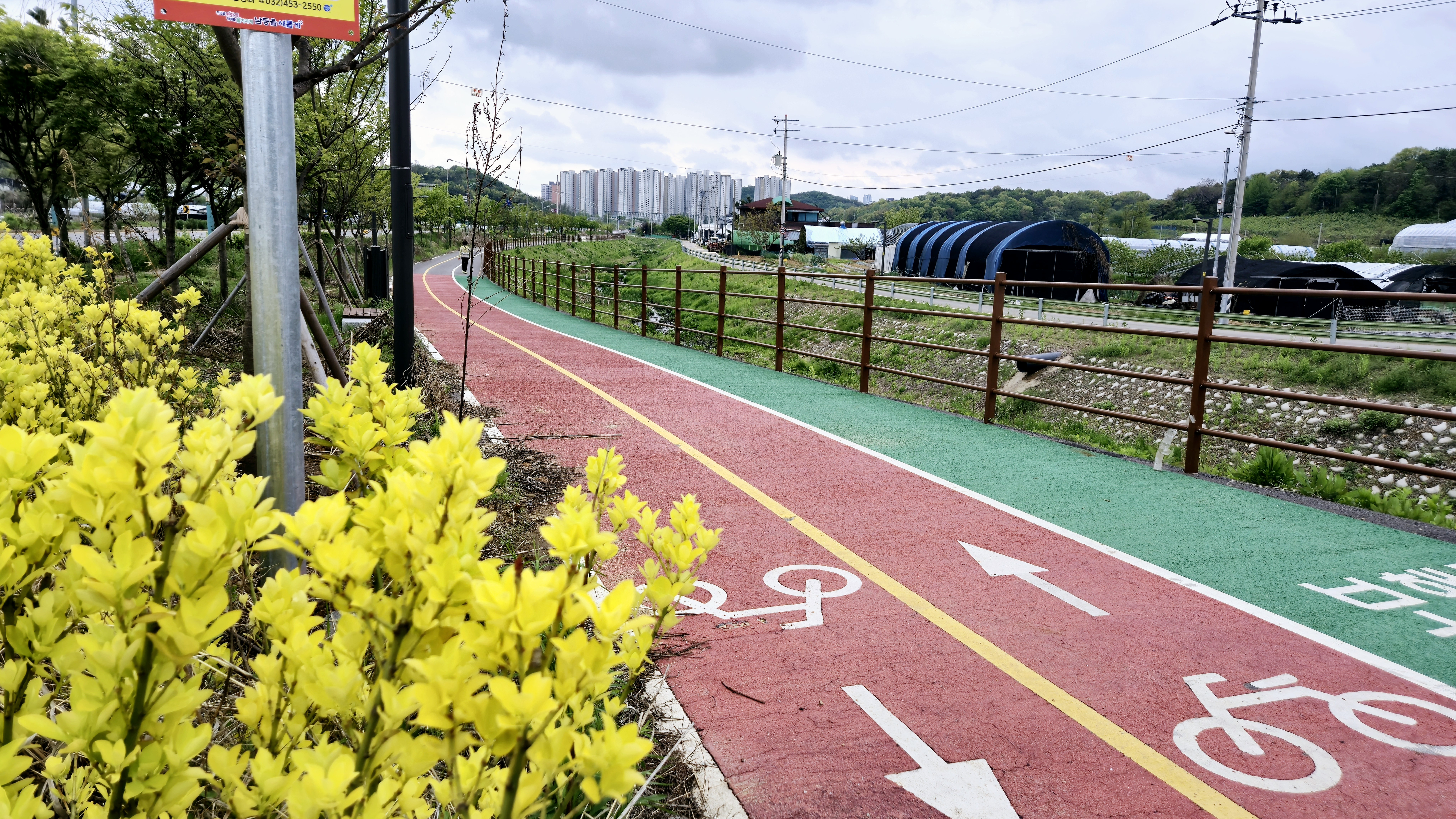
운연천로 자전거, 보행자도로
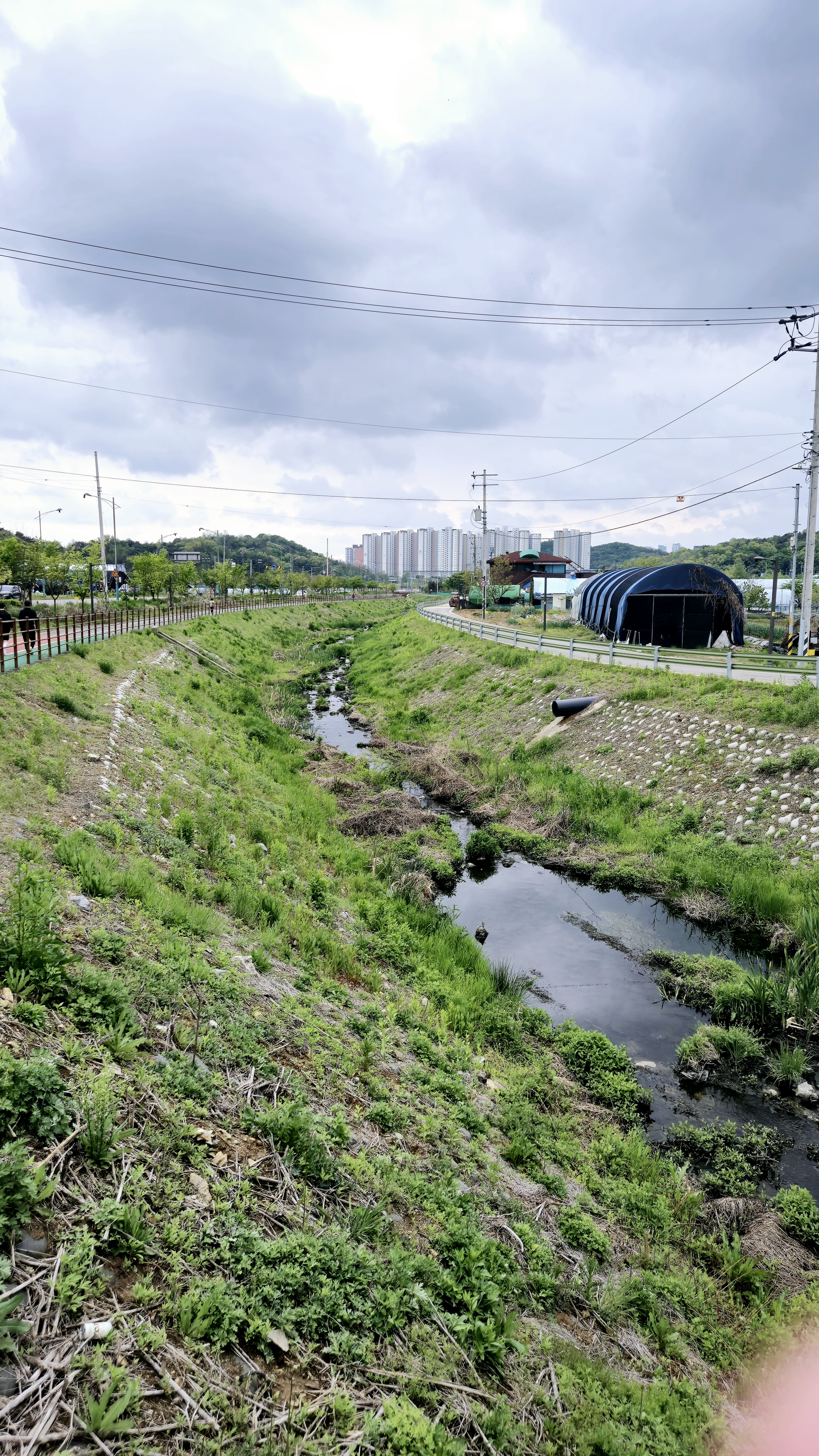
운연천

## 같이 보기
- 인천대공원
- 운연천
- 운연천로